# Marmàrica

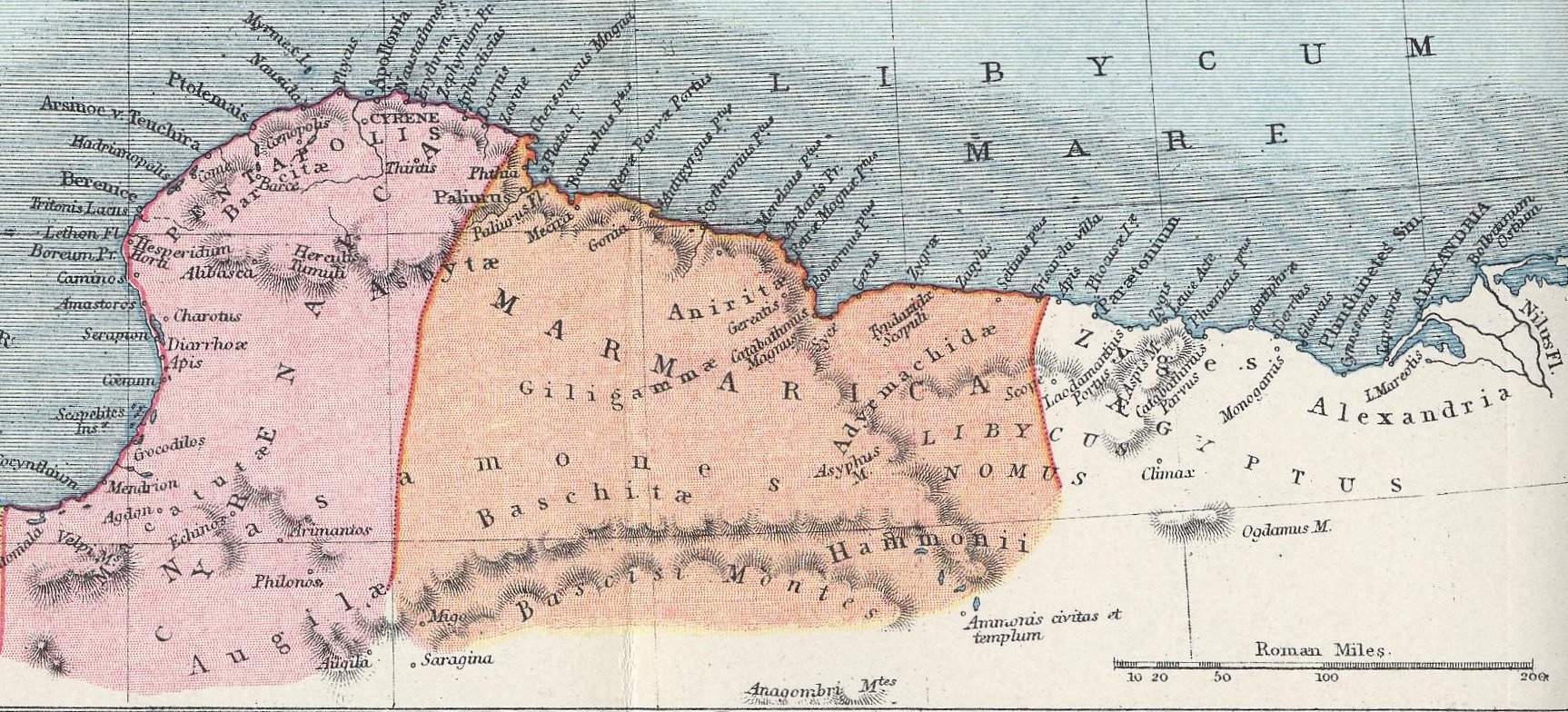
Mapa de
Cirenaica i
Marmarica en l'era romana (Samuel Butler, 1907)

Marmàrica (grec antic: Μαρμαρική) era un districte del nord d'Àfrica situat entre la Cirenaica i Egipte. Va rebre el seu nom de la tribu líbia dels marmàrides (grec antic: Μαρμαρίδαι; llatí: Marmaridae) que en va ser el poble principal de la regió durant cinc-cents anys (200 aC-300). No son esmentats per Heròdot i és possible que haguessin estat empesos cap a l'interior pels colons grecs de Cirene per després recuperar els seus antics territoris. Aquesta tribu tenia fama d'estar formada per fetillers famosos pels seus encanteris, i pels seus poders per no sofrir els atacs de les serps verinoses, fama que compartien amb els psils. Segons Sili Itàlic amb el contacte de la seva mà, les cerastes queien a terra.
Durant el govern de Magas a Cirene els marmàrides es van revoltar i Magas va haver de tornar de la seva incursió contra Ptolemeu II Filadelf.
Claudi Ptolemeu limita la regió a l'est amb el golf Plíntic, a l'oest per una línia que sortia de Darnis (Derna) i la subdividia en dos parts: a l'est el nomos líbic (lybicus, Λιβύης νόμος) i a l'oest el nomos marmàric (Marmaricus nomos, Μαρμαρικῆς νόμος) separats per una línia amb les muntanyes Catabathmus Magnus, que tenen una altura d'uns 900 metres, segons Esteve de Bizanci. Al sud s'estenia fins a l'oasi d'Ammonium.
A la costa d'est a oest hi havia els caps Deris (Al-Heyf) i Hemaeum (Ras al-Kaanis), el port Gyzis o Zygis (Mahadah), el cap Paretónion (Ras al-Harzeit), el port Apis (Bonn Ajoubah), les roques Scopuli Tyndarei (Al-Chairy); el cap Plinis (Ras Halem); el port de Panormus  (Marsah Saloum); el cap Ardanis  (Ras el Mellah) amb el port Menelaips, el port d'Antipyrgos (Tobruk); el de Petras Parvus (Magharat al-Heabes) amb Batrachus; el lloc Aedonia (Ain al-Ghazah) amb les illes Aedonia i Platea (Bomba) i el cap Chernosesus (Ras al-Tin.)  El riu Paliurus (Παλίουρος) regava el districte anomenat Aziris i desaiguava al golf de Bomba. A l'interior, més enllà dels marmàrides, hi havia les tribus o pobles dels adirmàquides i els giligammes. Les ciutats principals eren Taposiris, Apis], Meneali Portus i Paretónion.
Claudi Ptolemeu esmenta les següents tribus a Marmàrica:
- zigrites (Ζυγρῖται, Zygritae)
- catans (Χαττανοί, Chattani)
- zigenses (Ζυγεῖς, Zygenses)
- buzenses (Βουζεῖς, Buzenses)
- ogdems (Ogdaemi)
- anagombres (Ἀνάγομβροι, Anagombri)
- iobacs (Ἰοβακχοί, Iobacchi)
- ruadites (Ῥουαδῖται, Ruaditae)
- libiarques (Λιβυάρχαι, Libyarchae)
- anerites (Ἀνηρῖται, Aneritae)
- basaquites (Βασαχῖται, Bassachitae)
- augiles (Αὐγίλαι, Augilae)
- nasamons (Νασαμῶνες, Nasamones)
- bacates (Βακάται, Bacatae)
- ausquises (Αὐσχίσαι, Auschisae)
- tapanites (Ταπανῖται, Tapanitae)
- sentides (Σέντιτες, Sentites)
- obiles (Ὀβίλαι, Obilae)
- essars (Αἴζαροι, Aezari)